# Nanorana parkeri
Nanorana parkeri är en groddjursart som först beskrevs av Leonhard Hess Stejneger 1927.  Nanorana parkeri ingår i släktet Nanorana och familjen Dicroglossidae. IUCN kategoriserar arten globalt som livskraftig. Inga underarter finns listade i Catalogue of Life.